# Type 23
Pour les autres classes de navires du même nom, voir Classe Duke.
Le Type 23 ou classe Duke est une classe de frégates construite au Royaume-Uni. Construites à l'origine à 16 unités pour la Royal Navy, avec des capacités centrées sur la lutte anti-sous-marine, elles sont devenues progressivement des frégates polyvalentes.
Fin 2024, 8 de ces frégates restent en service dans la Royal Navy, 3 ont été vendues à la Marine chilienne, 5 ont été retirées du service ou détruites. Les HMS Argyll et HMS Westminster sont désarmés en mai 2024, le HMS Northumberland est condamné en novembre 2024,.

## Historique
Le type 23 est une frégate initialement destinée à la lutte anti-sous-marine. Des modernisations successives en on fait des navires polyvalents.
Les navires en service dans la marine britannique sont baptisés de noms de ducs de Grande-Bretagne. Trois autres ont été vendus en seconde main à la marine chilienne qui les a baptisés de noms d'amiraux chiliens.

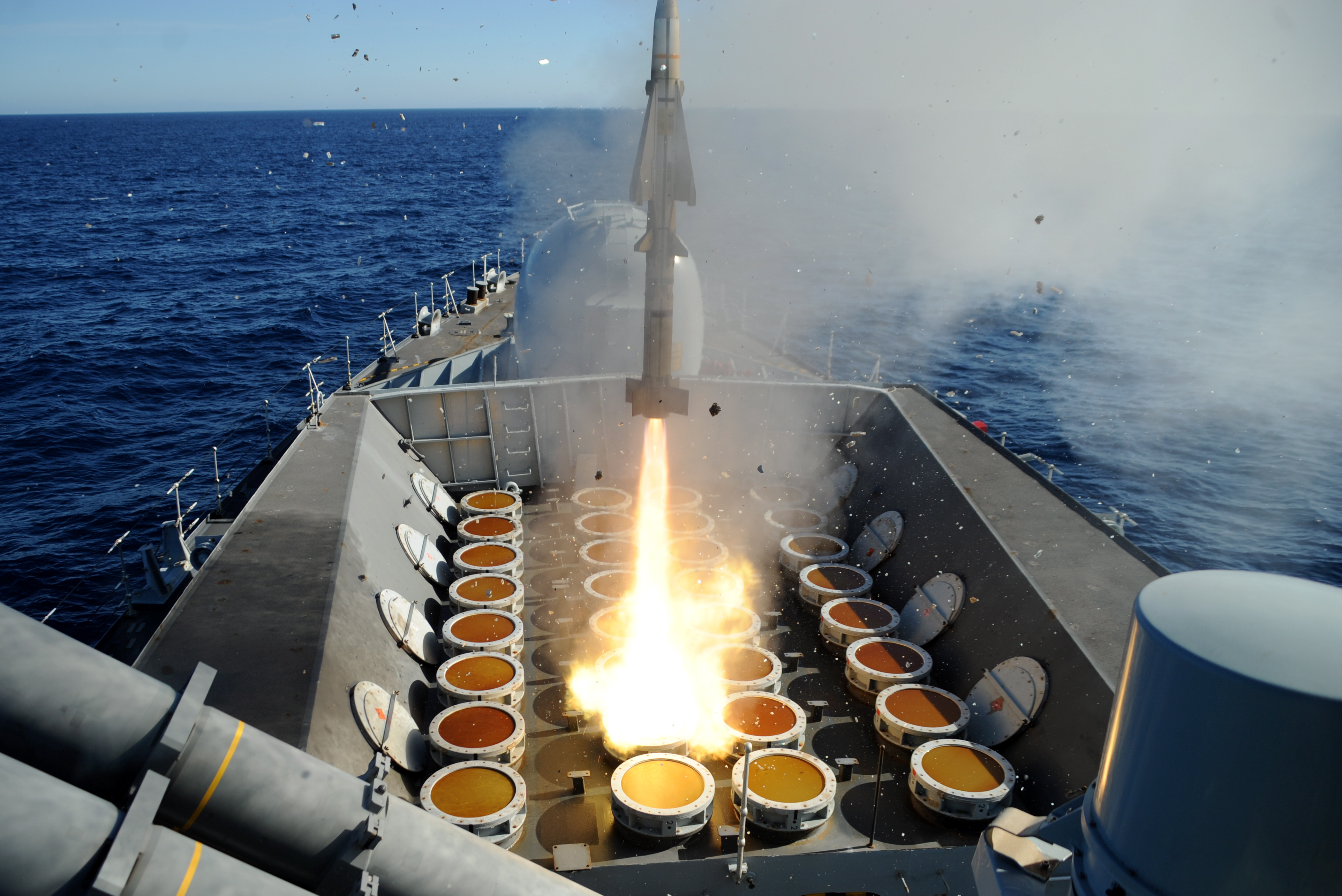
Le HMS Portland (F79) tirant un missile Sea Wolf.
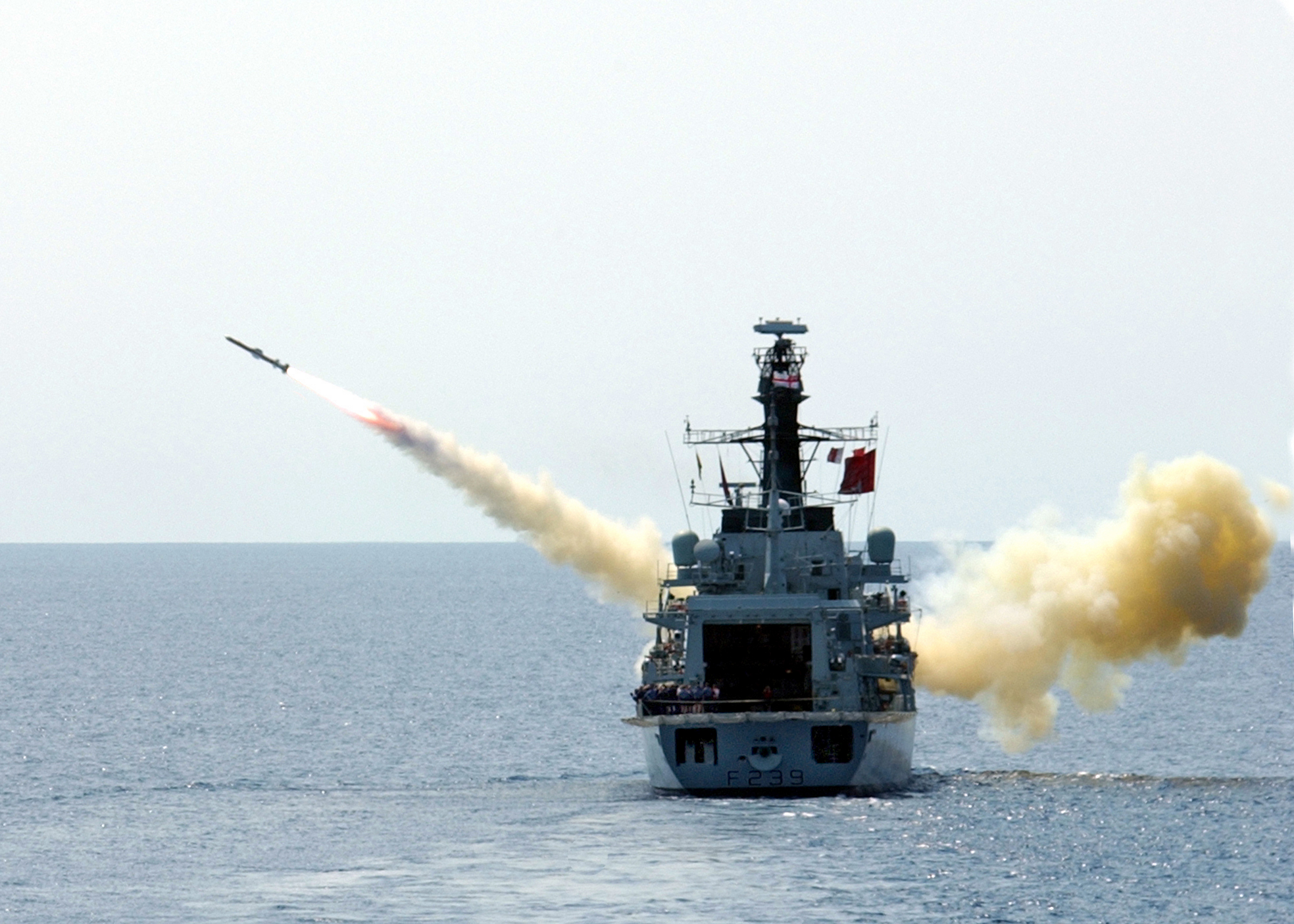
Le HMS Richmond (F239) tirant un missile Harpoon.
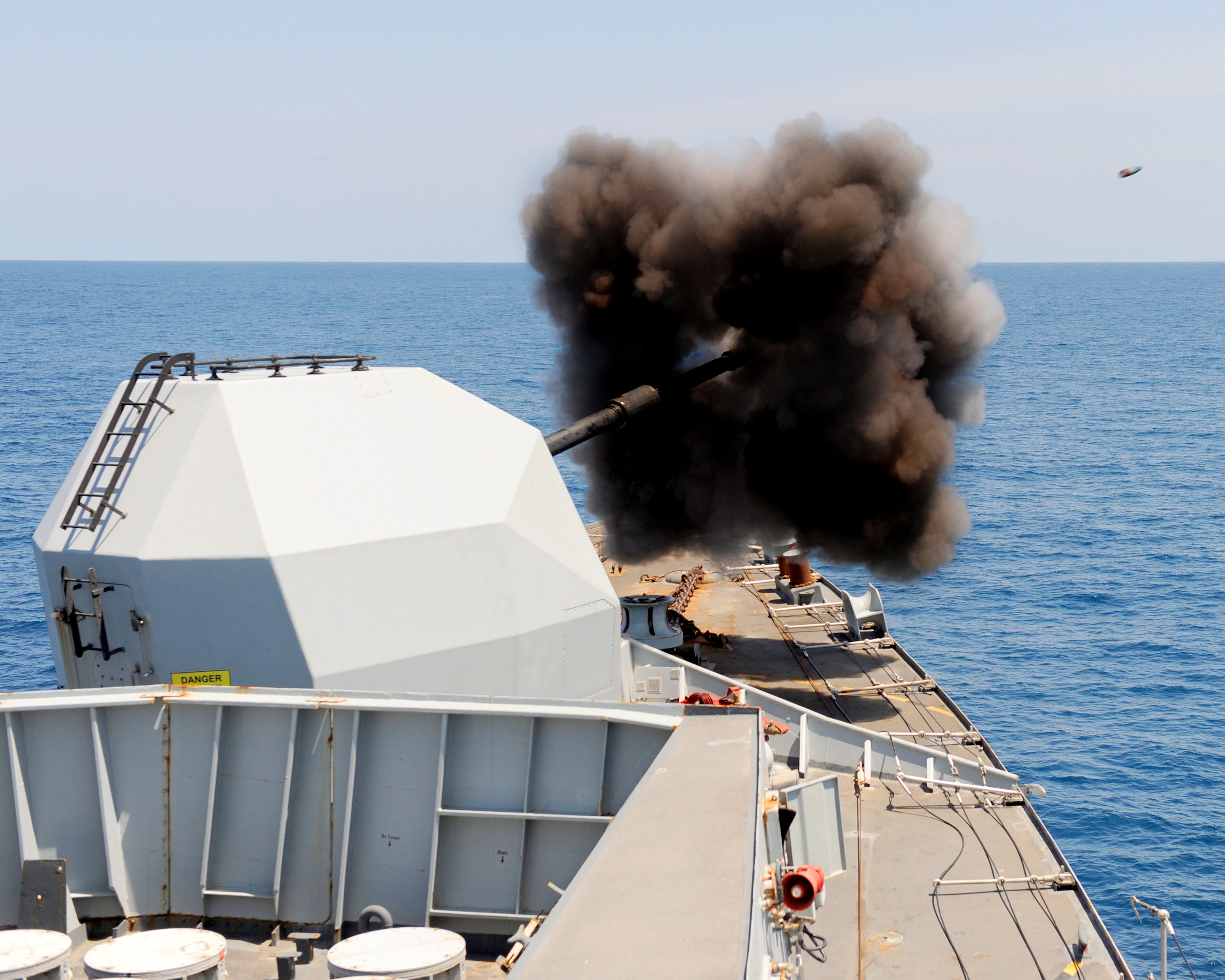
Le HMS Northumberland (F238) tirant au canon.